# Мерень (Франция)
Мере́нь (фр. Mayrègne, окс. Mairenha) — коммуна во Франции, находится в регионе Юг — Пиренеи. Департамент — Верхняя Гаронна. Входит в состав кантона Баньер-де-Люшон. Округ коммуны — Сен-Годенс.
Код INSEE коммуны — 31335.

## География

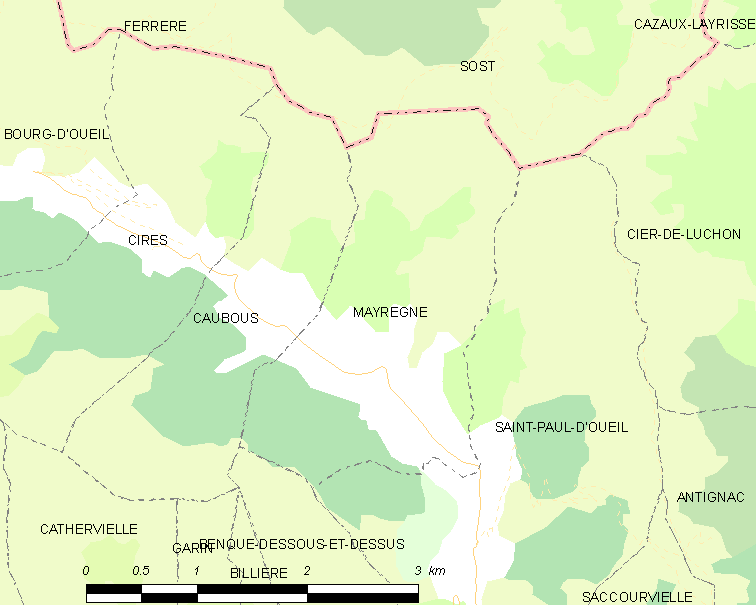
Карта коммуны

Коммуна расположена приблизительно в 690 км к югу от Парижа, в 115 км к юго-западу от Тулузы.
По территории коммуны протекает река Нест-д’Уэй.

## Климат
Климат умеренно-океанический. Зима мягкая и снежная, весна характеризуется сильными дождями и грозами, лето сухое и жаркое, осень солнечная. Преобладают сильные юго-восточные и северо-западные ветры.

## Население
Население коммуны на 2010 год составляло 27 человек.
| 1962 | 1968 | 1975 | 1982 | 1990 | 1999 | 2010 |
| ---- | ---- | ---- | ---- | ---- | ---- | ---- |
| 67   | 36   | 35   | 23   | 21   | 33   | 27   |

## Администрация
| Период | Период | Фамилия       | Партия | Примечания |
| ------ | ------ | ------------- | ------ | ---------- |
| 2001   | 2009   | Луи Фернандес |        |            |
| 2009   | 2020   | Шарль Ормьер  |        |            |

## Экономика
В 2010 году среди 20 человек трудоспособного возраста (15—64 лет) 13 были экономически активными, 7 — неактивными (показатель активности — 65,0 %, в 1999 году было 93,8 %). Из 13 активных жителей работали 13 человек (8 мужчин и 5 женщин), безработных не было. Среди 7 неактивных 0 человек были учениками или студентами, 6 — пенсионерами, 1 был неактивным по другим причинам.

## Достопримечательности
- Церковь Св. Петра (XI—XII века). Исторический памятник с 1975 года[4]
- Башня XV века. Исторический памятник с 2007 года[5]
- Крест на кладбище. Исторический памятник с 1926 года[6]

## Фотогалерея

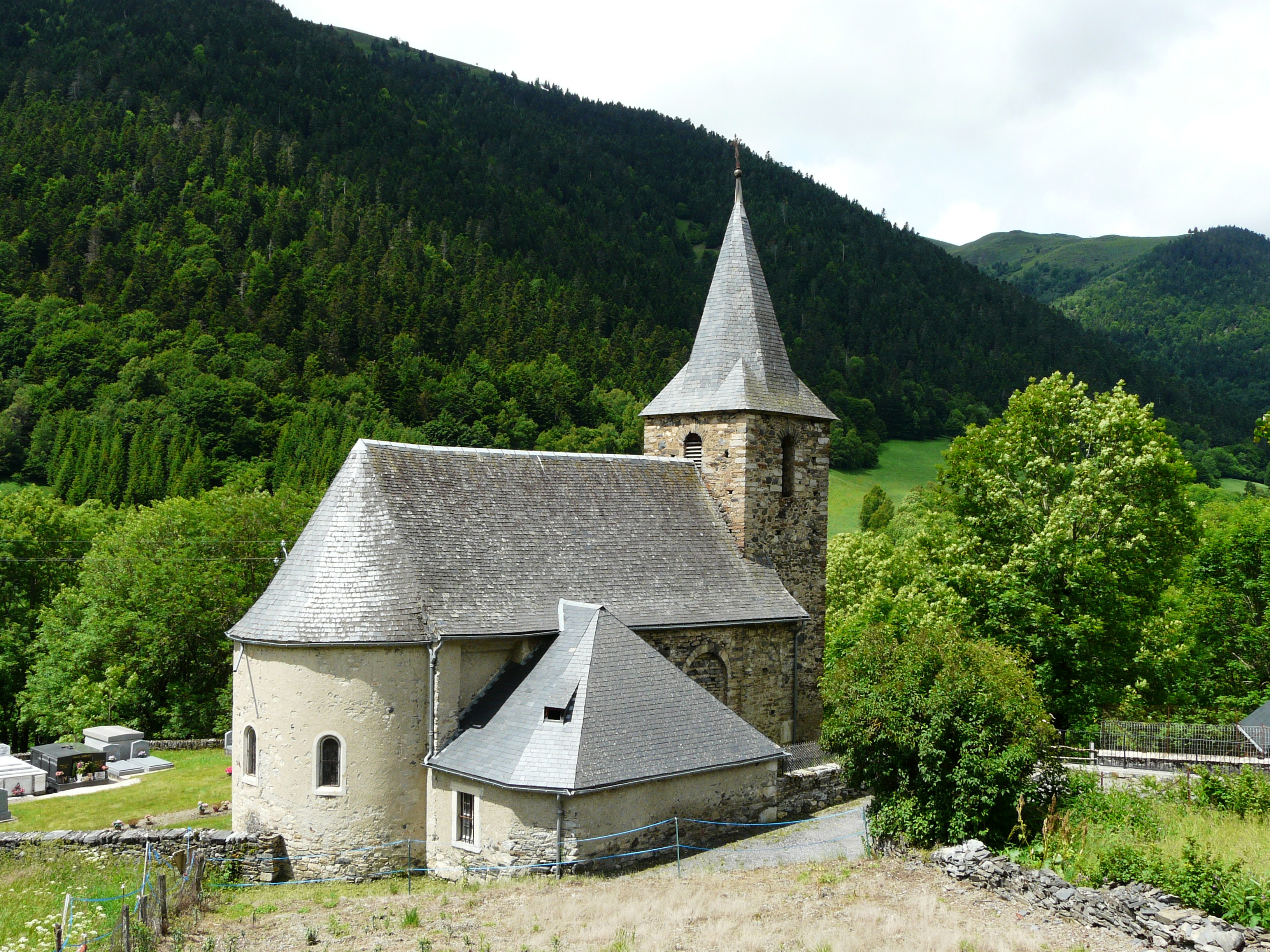
Церковь Св. Петра
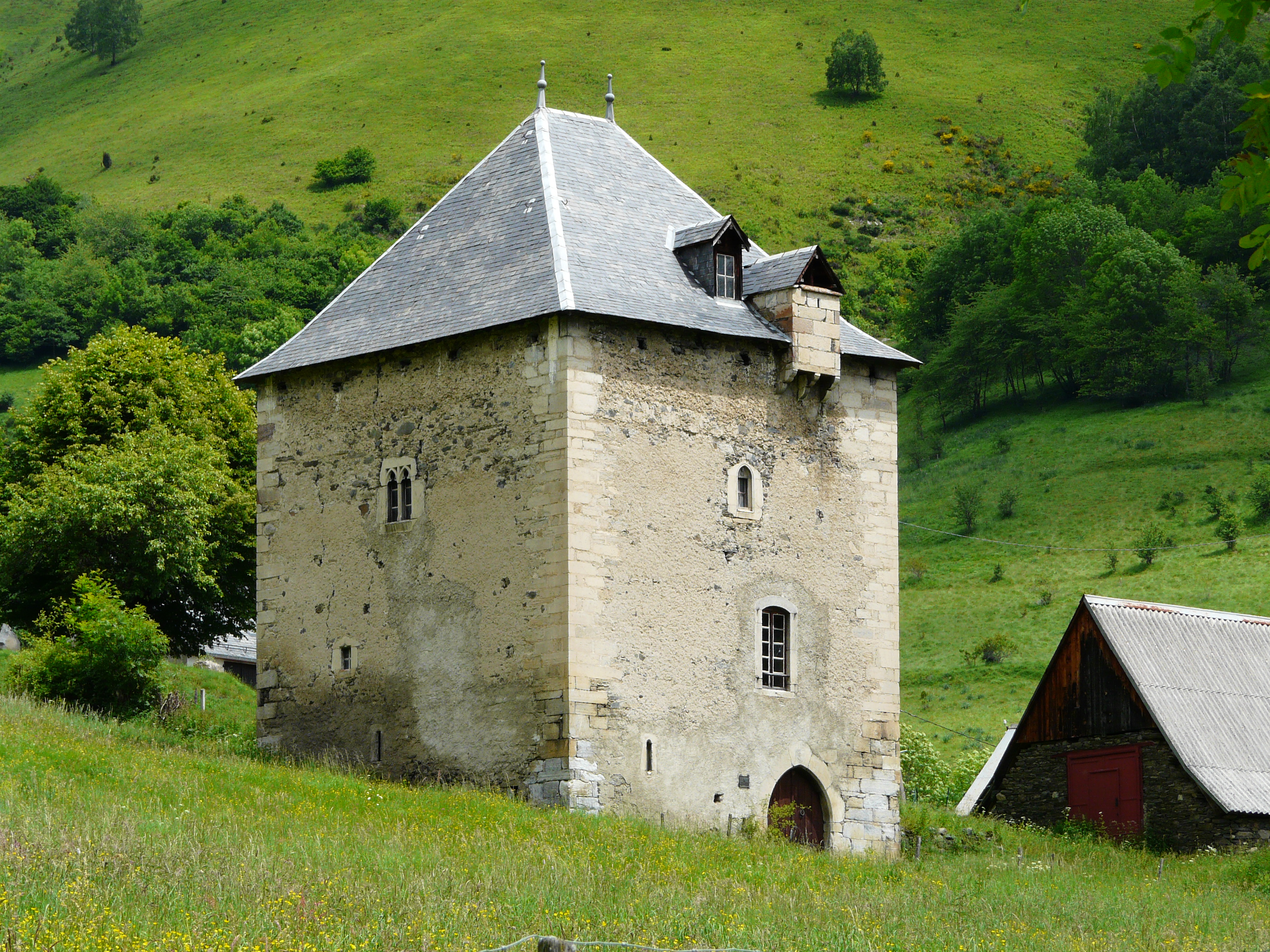
Башня
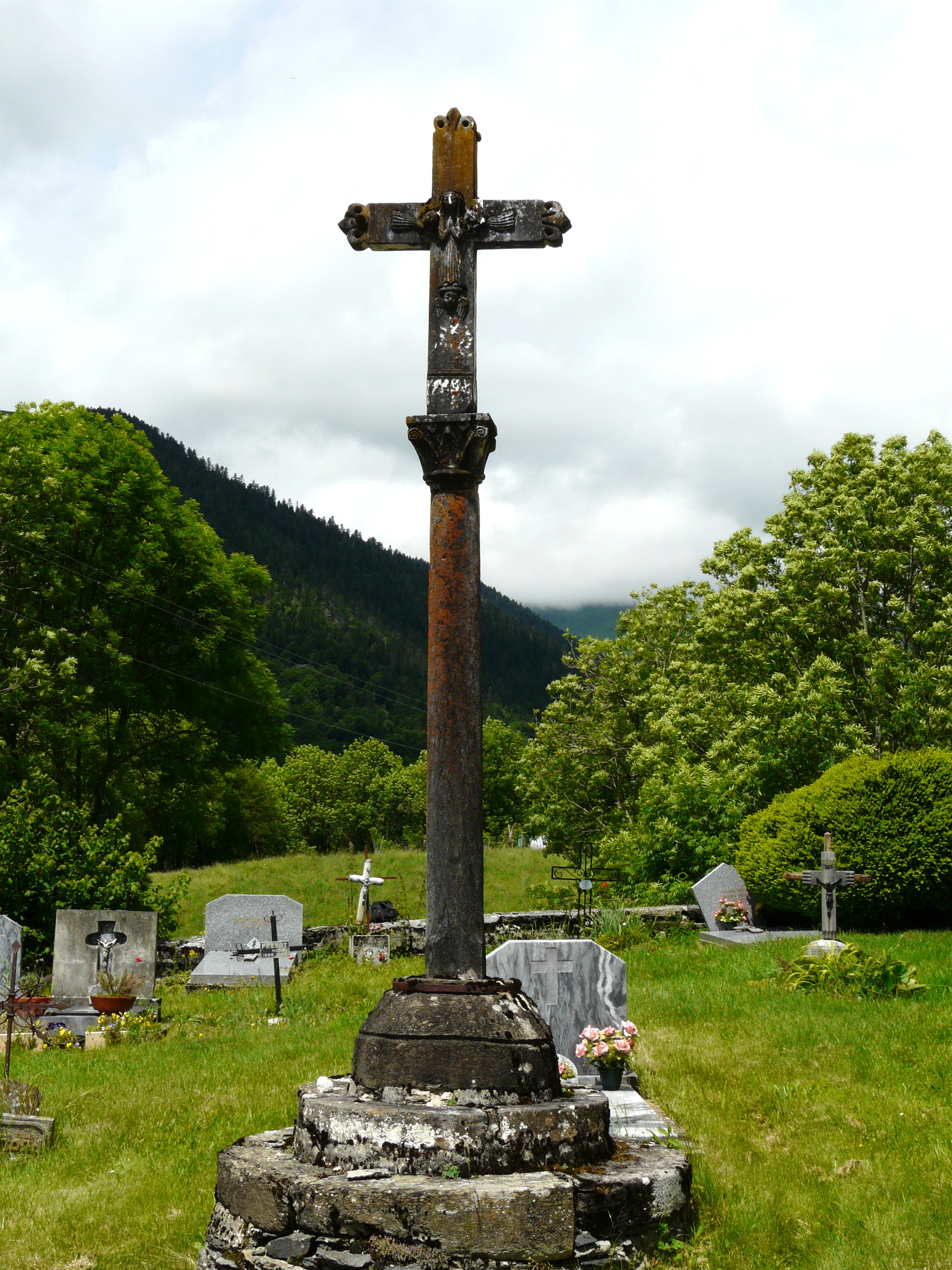
Крест на кладбище
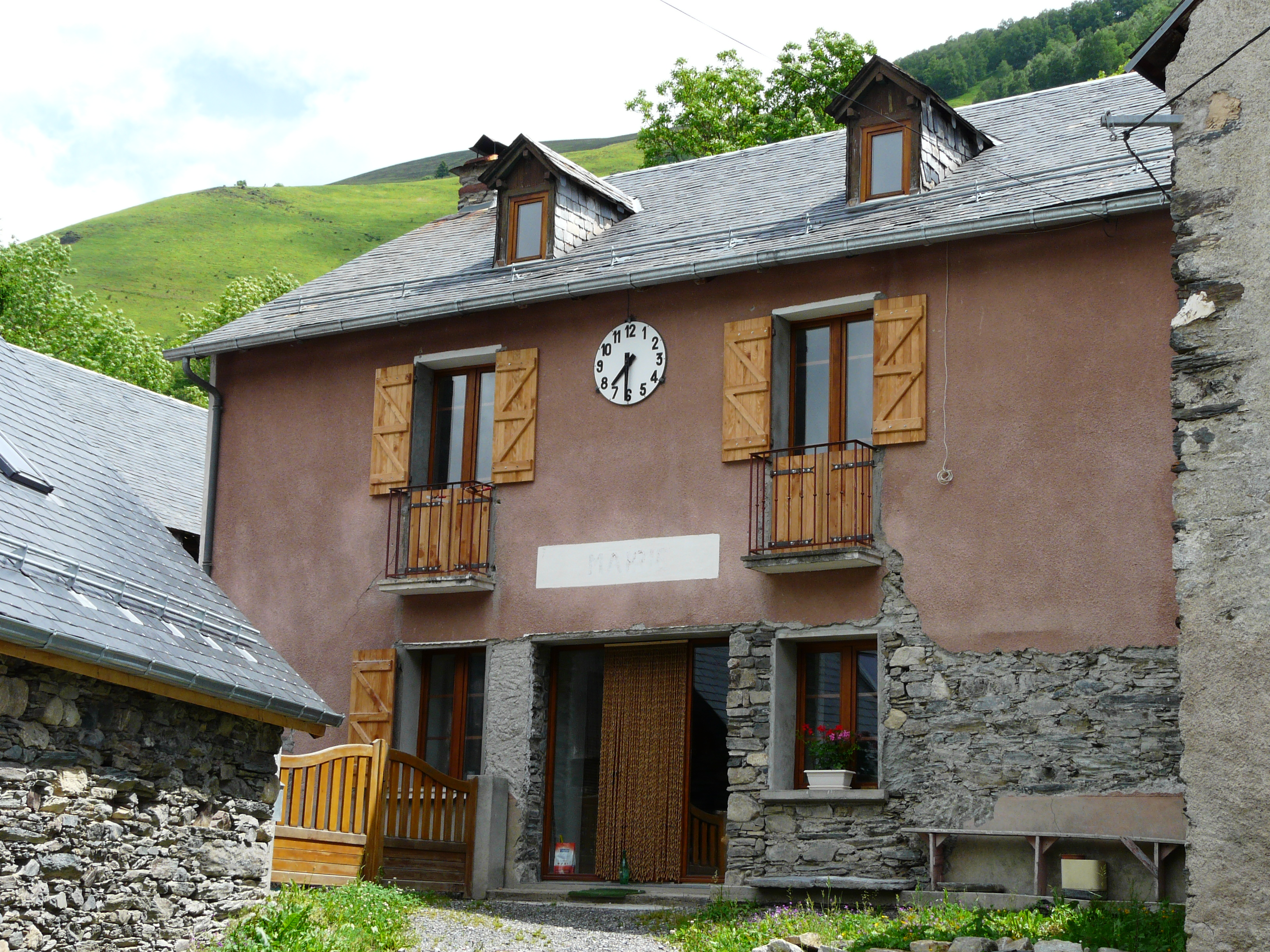
Бывшая мэрия
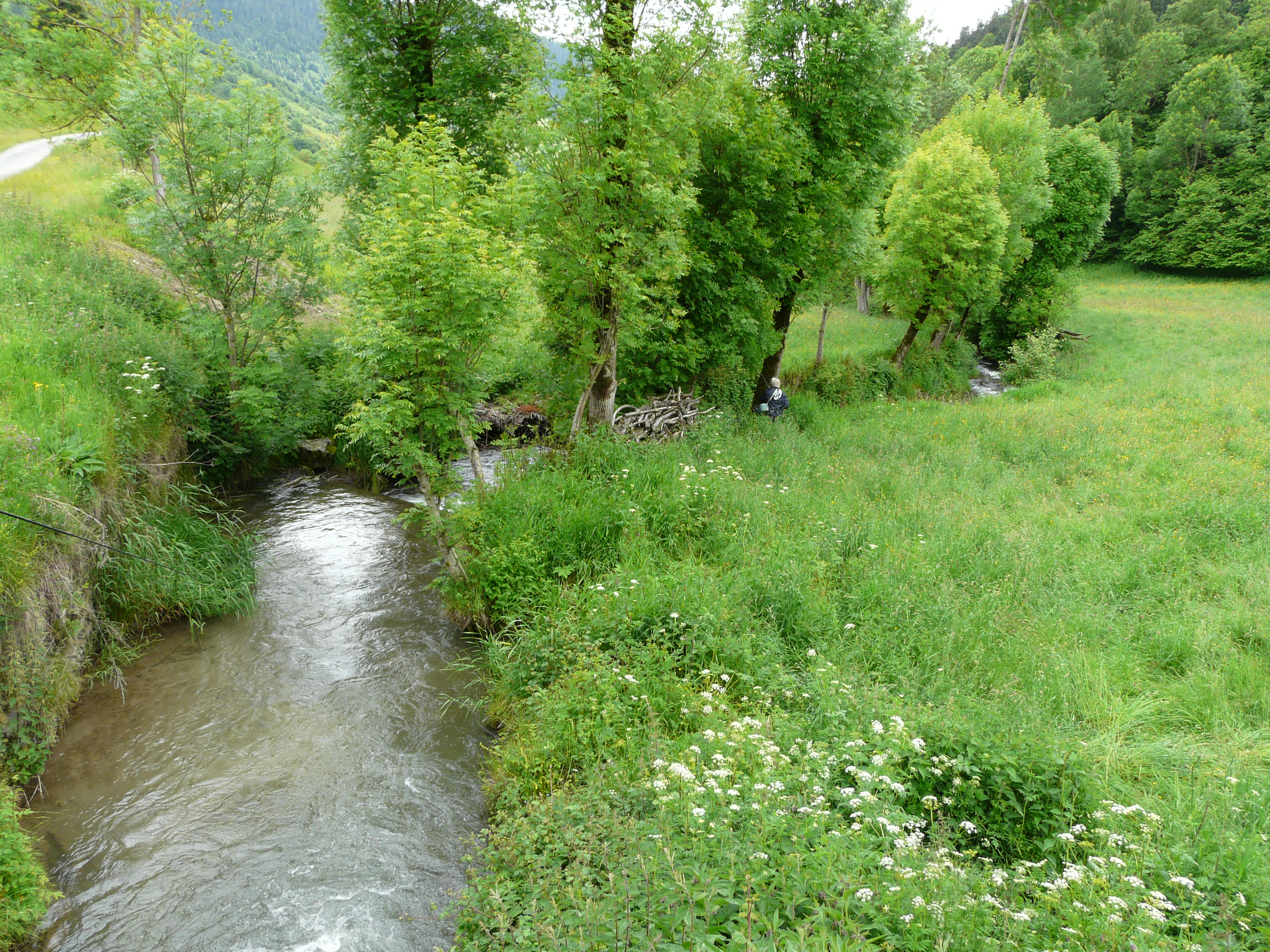
Река Нест-д’Уэй